# Ben Okri
Ben Okri (født 15. marts 1959) er en nigeriansk forfatter.
Ben Okri er født i Nigeria. Familien flyttede tidligt til London, og Ben Okri startede sin skolegang her. I 1968 flyttede familien tilbage til Lagos i Nigeria. I 1978 vendte han selv tilbage til England for at studere sammenhængende litteratur ved Essex University, dog uden at færdiggøre studierne. I dag har han æresdoktorater ved universiteterne i Westminster og Essex. Han bor i London.
Han har udgivet romaner, digte, noveller og essays. I 1991 fik han Bookerprisen for romanen The Famished Road (da: Sultens vej).

## Udvalgt bibliografi
- Flowers and shadows (1980)
- The Landscapes Within (1981)
- Incidents at the Shrine (1986)
- Stars of the New Curfew (1988)
- The Famished Road (1991, Bookerprisen) da: Sultens vej (1993)
- Songs of Enchantment (1993) da: Fortryllelsens sange (1994)
- Dangerous Love (1996) da: Farlig kærlighed (1997)
- Starbook (2007)
- A Time for New Dreams (2011)

## Ekstern henvisning
- Ben Okri på MySpace

1. ↑  Navnet er anført på engelsk og stammer fra Wikidata hvor navnet endnu ikke findes på dansk.